# Gran Terminal Terrestre Plaza Norte
El Gran Terminal Terrestre Plaza Norte es un terrapuerto internacional ubicado en el distrito de Independencia, en la ciudad de Lima. Está situado a la vez, en una zona disputada con el distrito de San Martín de Porres Se inauguró el 26 de abril de 2010 durante el gobierno de Alan García como una extensión del Centro Comercial Plaza Norte con 45.000 m² de superficie, 1200 m² destinados para el edificio de embarcación y 1000 m² para el patio de comidas. Su construcción de su alameda en 2012 lo convirtió en el primer terminal de Lima con lounges y outlets, para asemejar a las comodidades de un aeropuerto.
Fue concebido para operar el 25% de los 40 millones de viajes interprovinciales hacia el norte del país en su año de fundación. En 2013 tuvo un flujo de 40 millones de pasajeros anuales, con 600 000 embarcados por mes.
Limita con el colegio Ceba Manuel Scorza Torres por el Norte, con la avenida Túpac Amaru por el este, con el mercado Fevacel por el Sur y con el centro comercial por el oeste.

## Servicios

Interior del Gran Terminal Terrestre Plaza Norte

El Gran Terminal Terrestre Plaza Norte, al tener una conexión directa con el centro comercial desde 2013, lleva servicios para espera de pasajeros como:
- Conexión a Internet inalámbrica gratuita.
- Duchas.
- Encomiendas.[3]
- Cajeros automáticos.
- Librerías.
- Farmacias.
- Guarda Equipaje.
- Cafeterías.
- Sala de Lactancia.
- Servicio de Taxi.
- Estacionamiento para 3000 vehículos.[2]
- Sala VIP (lounge con televisores, internet café sin restricciones, sala de descanso, máquinas expendedoras, entre otros).[3]

## Buses y destinos

Buses recogiendo pasajeros en el Gran Terminal Terrestre Plaza Norte

### Buses
Hay 130 empresas de buses que operan en este lugar (marzo de 2021), las más importantes son:
- Líneas de los Andes.
- Turismo Express MyO.
- Costeño Express.
- Turismo Alvarado.
- Línea de los Andes.
- Transportes Civa.

### Destinos
El terrapuerto cuenta con destinos nacionales e internacionales en puertas de embarque 39 y rampas para equipaje dentro de su recinto 75 :

##### Nacionales
Fuente:
- Barranca.
- Chancay.
- Tarapoto.
- Amazonas.
- Cajamarca.
- Tumbes.
- Lambayeque.
- Piura.

##### Internacionales
Fuente:
- Argentina.
- Bolivia.
- Colombia.
- Chile.
- Ecuador.
- Venezuela.

## Incidentes
- El 8 de agosto de 2019 se reportó que un bus atropelló a tres personas durante el proceso de aterrizaje. El origen de este accidente fue una falla mecánica.[12]

## Restricciones durante la pandemia de COVID-19
El 15 de julio de 2020, durante la situación de emergencia nacional, se reaperturó el Terminal Plaza Norte con limitaciones en el horario y la atención de la venta de boletos. En marzo de 2021, se amplió al 30% de su capacidad máxima, con un promedio de 9000 pasajeros de embarque y desambarque. En ese entonces, 26 empresas fueron afectadas por el cierre temporal de sus operaciones.